# 五年理蕃計畫
五年理蕃計畫，或簡稱理蕃計畫:45，是1910至1915年間，臺灣日治時期臺灣總督府在《馬關條約》下取得福建臺灣省後，為了向原住民領域擴張所採取的武力征討策略，旨在迫使原住民歸順臣服，也是臺灣總督府理蕃政策重要的關鍵。同時，也是現代國家權力正式進入原住民政權地區的重要時期，整個臺灣島自此真正由單一國家政府統治。

## 歷史背景
自明鄭以來，大量中國移民到臺灣，就因為拓殖墾地與原住民接觸或衝突，甚至武裝殖民，逐步佔領原住民土地。清代雖然限制移民，確立國界，劃界立碑，阻止與原住民政權間的衝突，但是源源不絕的漢人移民，仍不時越界進入山區，鋌而走險，隨著漢人增多與原住民政權的陸續瓦解，清朝在台領土範圍也日漸增大。
直到清末，列強覬覦臺灣，羅妹號事件、牡丹社事件，讓大清帝國察覺臺灣的戰略地位以及資本主義資源開發的重要，開始有系統性的計劃併吞全臺，將全島納入領土範圍，並實施「開山撫番」，先透過外交手段在原住民政權境內設官制服，若不從，則以軍事力量全面進攻，如大港口事件、加禮宛事件等事件，但最終並未完成。甲午戰爭後，福建臺灣省等其他地區割讓日本，日本則承襲此構想，逐步擴張領土範圍。
從日治初期，日本對臺灣原住民調查研究的「臺灣蕃族分布圖」，所謂的「生蕃」地區幾乎涵蓋臺灣島一半以上的面積，可見其政治及經濟資源的重要。
理蕃一詞，於1904年伊能嘉矩主編之《臺灣蕃政志》便已出現，1908年總督府出版之《理蕃概要》也有此詞，1910年總督佐久間左馬太計畫用武力征伐原住民部落時，更命名為五年理蕃計畫。
1902年（明治35年）臺灣總督府參事官持地六三郎提出《關於蕃政問題之意見》，以馬關條約與臺灣住民國籍選擇權的規定，認為臺灣的原住民居住在日本帝國取得的割讓土地上，有受日本政府承認成為日本帝國臣民的權利。此時臺灣總督府認為漢人的武裝反抗已經受到壓制，而大致平定，此年爆發新竹賽夏族的南庄事件， 便吸引總督府的目光。 因此1903年成了理蕃政策大轉變的一年，總督府認為以往的綏撫政策行不通， 必須改採武力征伐，故將理蕃事務移轉到警察機關，所有蕃人蕃地相關事務，皆由警察本署管轄，蕃政與警政合一。  
1906年佐久間左馬太就任第五任臺灣總督，由過去封鎖圍堵政策改為高壓手段實施原住民政策，軟硬兼施的手段沒有順利獲得目的，遭到原住民的反抗而失敗。佐久間左馬太要求台灣總督府警視總長大津麟平擬訂計畫，「在一定的年限內平定凶蕃」，「將蕃人所有的槍械及彈藥全部沒收，於蕃地設置永久性的駐在所以統御蕃人，擁護開發利源之企劃」。為了配合佐久間左馬太的五年理蕃計畫， 1909年10月廢除警察本署，改設蕃務本署。

## 行動經過
1910年(明治43年)，訂定「五年理蕃計畫」，編列1630萬日圓經費，企以軍警聯合以武力徹底討伐原住民，迫使全臺灣的原住民歸順。
五年理蕃計畫籌劃於前兩年達成「北蕃」討伐，併全面推進隘勇線，於台灣南部則以安撫及調查為先，開闢道路以供未來鎮壓。 第三年則全力討伐「太魯閣蕃」。第四年則針對台灣南部、東部不肯歸順的原住民部落， 鋪設東西向橫貫道路。第五年將隘勇線全面改建成永久性道路。

總督府討伐的目的之一，根除原住民出草的行動，首先必須要求原住民交出武器。因此，以武力為後盾，先攻佔重要據點，然後對附近的原住民部落提出繳交武器和歸順的要求，若願意「歸順」，交出槍枝武器者，則發給補償金。不從者，則武力攻擊，砲轟反抗部落，震攝原住民，或派兵攻佔，逼迫投降歸順。若原住民逃走遺留村落，則燒毀房舍，讓原住民被迫投降。

五年計劃理蕃事業期間，共出動軍隊三次：

- 1910年5月的合歡（ガオガン，Gawgan，今三光），隘勇線推進。
- 1913年6月的奇拿餌蕃（キナジー，Qnazi）。
- 1914年5月起的太魯閣戰爭。

軍事行動都選定在5、6月發動，乃因雨量較少之故。
1914年(大正3年) 6月26日，佐久間左馬太於戰線視察中， 自斷崖墜落而負傷，但6月29日後仍指揮軍隊持續對原住民發動攻擊，直到8月10日トボコ等9個社原住民部落歸順，才結束。隔年1915年(大正4年)5月1日辭職，8月5日過世。 
1915年(大正4年)，所有部落幾乎歸順，總督府並解除原住民武裝、沒收槍械，完成武力理蕃階段，原住民部落政情穩定。同年7月，臺灣總督由安東貞美繼任，掌管原住民事務、具有軍事性質的蕃務本署裁撤，原住民改由一般的警察單位管理， 結束了以武力討伐原住民的政策， 轉到偏向同化治理的政策面。

## 結果與影響

### 原住民方面
原住民部落遭軍隊與警察的包圍下，受到飢餓壓迫與強大武力攻擊，不得已歸順交出槍械。臺南新報社隨軍記者楢崎冬花曾紀載，「一家離散，單只一人歸順的彎腰老蕃婦如瘋狂似的，每日至附近的山中尋找至親，……因饑餓而瘦削的蕃婦，宛然此世的餓鬼，那如絲線般的細手伸著手指……」。
原住民方面的死傷人數，總督府的報告中並無留下任何記錄，但是依據當時參加戰爭，步兵第一連隊的下級兵士之的加藤洞源自傳中記載:
在卡秋固（カヨウ，Qacuq）社，原住民雖已投降，但依照討伐本部的命令，於歸順日「點火燒蕃社」，不但逮捕住民，還以所提出的槍械不足為理由，以軍刀「斬了一百二、三十人」。此外，在馬赫坡（マエヘン，Mehebu）社「將七十五名生蕃推入穴中，士兵令其層層排列有如拍照般，然後在一聲射擊（號令）下槍殺之」。
在對原住民的戰事中，即便原住民已表明歸順而成俘虜者，也會依情況，毫無顧忌未經裁判而予以屠殺。

### 總督府方面
據《陸軍省統計年報》統計，佐久間總督下之原住民戰事，陣亡官兵（不包含警察官等）人數：
- 1907年: 無
- 1908年: 5人
- 1909年: 2人
- 1910年: 86人
- 1911年: 無
- 1912年: 1人
- 1913年: 12人
- 1914年: 57人

### 現代國家權力正式進入原住民地區
佐久間左馬太完成大清帝國「開山撫番」未竟的事業，將現代化國家的權力，推展到臺灣山地。在這之前，不論是大清帝國或是漢人殖民的勢力，僅止於「番界」之外，未能完全有效進入或掌控原住民地區。但是，臺灣總督府此時打破「民番」分界，將所有臺灣原住民納入國家體制管理，將法律、行政、警察、教育、衛生、醫療、農業經濟等引入原住民部落，包含土地資源的運用，統歸由國家管理。許多山地原住民部落被遷居平地，原傳統領域收歸國有。

## 外部連結
- 中研院台灣史研究所檔案館《佐久間左馬太總督的「蕃地」巡視與「討蕃」行動》
- 國立臺灣歷史博物館 斯土斯民-臺灣的故事：1906年「臺灣蕃族分佈圖」（页面存档备份，存于）